# Lederriemenfall
Der Lederriemenfall (BGHSt 7, 363 aus dem Jahr 1955) ist ein Urteil des Bundesgerichtshofs aus dem Strafrecht, speziell zum Bereich der Unterscheidung zwischen bedingtem Vorsatz (dolus eventualis) und Fahrlässigkeit.
Der Sachverhalt der Strafsache war wie folgt gelagert: A und B wollten X ausrauben. Sie erwogen, ihn dazu mit einem Lederriemen bis zur Bewusstlosigkeit zu drosseln. Da sie jedoch erkannten, dass das Opfer durch das Drosseln auch sterben könnte, beschlossen sie, X lieber mit einem Sandsack auf den Kopf zu schlagen, um ihn zu betäuben. Der Sandsack platzte jedoch und es kam zu einem Handgemenge, in dessen Verlauf A und B doch auf den Lederriemen zurückgriffen und X bis zur Regungslosigkeit drosselten. Dann nahmen sie ihm seine Sachen weg. Anschließend bekamen sie Bedenken, ob X noch lebe, und begannen mit Wiederbelebungsversuchen, die jedoch nicht erfolgreich waren.
Die Frage, die der Lederriemenfall illustriert, ist, ob hier eine bedingt vorsätzliche Tötung und damit ein Mord vorliegt, oder nur fahrlässige Tötung. Der BGH entschied auf Mord, weil die Täter nicht lediglich sorglos handelten, sondern deutlich erkannt hatten, dass ihr Tun zum Tod des X führen konnte.